# Uzbekistán en los Juegos Olímpicos de Lillehammer 1994
Uzbekistán estuvo representado en los Juegos Olímpicos de Lillehammer 1994 por siete deportistas, tres hombres y cuatro mujeres, que compitieron en dos deportes.
El portador de la bandera en la ceremonia de apertura fue el esquiador acrobático Sergey Brener.

## Medallistas
El equipo olímpico uzbeko obtuvo las siguientes medallas:
| Nombre          | Deporte          | Competición   |
| --------------- | ---------------- | ------------- |
| Oro             |                  |               |
| Lina Cheryazova | Esquí acrobático | Salto aéreo F |
| Plata           |                  |               |
| —               |                  |               |
| Bronce          |                  |               |
| —               |                  |               |